# 인간연화화소주
《인간연화화소주》(人间烟火花小厨)는 2020년 방송되었던 중국의 드라마이다.

## 줄거리
- 문무를 겸비한 표두이자 혼기가 꽉 찬 미혼남 맹욱괴는 '등개아고'라는 귀한 버섯을 따려다 위험에 빠진 화소맥을 구해준다. 운명처럼 만난 두 사람은 화도촌으로 향한다. 화소맥은 언니의 집에 도착한 후 매 끼니마다 푸짐한 한 상을 차리고 형부 경태화의 지인들을 초대한 자리에서 맹욱괴와 다시 마주치게 된다. 천하제일 요리 실력을 가진 화소맥은 과연 사랑과 요리의 꿈 모두 쟁취할 수 있을까?

## 등장 인물
- 탕민 (汤敏) - 화소맥 역
- 양카이철 (杨凯程) - 맹욱괴 역
- 쓰친가오리 (斯琴高丽) - 화이교 역
- 류찬 (刘潺) - 경태화 역
- 양즈원 - 라월교 역
- 이효홍 (李晓红) - 맹모 역
- 류정이 (刘静怡) - 관용 역